# Kościół św. Ducha i św. Anny w Szydłowcu
Kościół św. Ducha i św. Anny – kościół szpitalny, który znajdował się w Szydłowcu na terenie ówczesnej Skałki między obecnymi ul. Zamkową, Radomską - ówcześnie Szpitalną - Przechodnią i Garbarską. Spłonął w 1876.

## Historia
Kościół został wybudowany w latach 1528–1529 przez Mikołaja Szydłowieckiego. Kościół wraz z budynkami szpitala i przytułku wzniesiono najprawdopodobniej na fundamentach pierwotnego dworu Sławka Szydłowieckiego, który miał znajdować się na dzisiejszym pl. Ducha Świętego, na dawnym przedmieściu Szydłowca, Skałce.
Kościół wraz ze szpitalem i przytułkiem został erygowany przez biskupa krakowskiego Piotra Tomickiego w 1529 i został włączony pod zarząd parafii szydłowieckiej. Obowiązki duszpasterskie wypełniał kapelan szpitala, desygnowany przez prepozyta szydłowieckiego (każdorazowego proboszcza). Sprawami majątkowymi przede wszystkim szpitala, ale również przynależnego mu kościoła zarządzali dwaj administratorzy. Wybierani oni byli na 3-letnią kadencję przez właściciela miasta spośród kandydatur zgłoszonych przez radę miejską. Uposażenie szpitala stanowiły pola uprawne, łąki i sady ofiarowane przez Mikołaja Szydłowieckiego. Część spośród nich została przyznana kapelanowi, którego zobowiązano do zaopatrywania pacjentów szpitala w chleb, groch, warzywa i mięso. Ponadto właściciel miasta miał dostarczać szpitalowi raz na kwartał 1 korzec mąki pszennej. Niedługo później Piotr Tomicki ustanowił dziesięcinę dla szpitala, ściąganą ze wsi Krawara. Od 1698 szpital otrzymywał stały przychód pieniężny, pochodzący z dochodów z kamienicy Wadowskiej w Warszawie (własności parafii św. Zygmunta).
5 listopada 1744 zawieszono trzeci dzwon, poświęcony przez bpa Michała Kunickiego. W 1781 Mikołaj Radziwiłł zlecił budowę nowego kościoła, przypuszczalnie już murowanego, jednak nigdy nieukończonego. Ostatnim kapelanem kościoła był ks. Eustachy Zabarski (zm. 2 maja 1821).
Kościół podupadający stopniowo, ostatecznie spłonął w 1876. W miejscu kościoła i cmentarza urządzony został ogrodzony skwer z lapidarium i kapliczką z 1881.

## Architektura
Kościół był o drewnianej konstrukcji zrębowej, opartej na płatwi. Przypuszczalnie zastosowano w nim powszechny ówcześnie w Małopolsce gotycki system więźbowo-zaskrzynieniowego. Kościół wyposażony został w trzy dzwony, zatem jego bryła musiała posiadać wieżę, zapewne w przedniej części nawy. Dach kościoła najprawdopodobniej kryty był gontem.
Nieznany jest rzut bryły kościoła, nie wiadomo więc, czy składała się ona z więcej niż jednej nawy. Jednak kościół mieścił w sobie cztery ołtarze: główny z obrazem Matki Boskiej samotrzeć ze św. Anną oraz boczne: po lewej stronie od wejścia z obrazem ukrzyżowanego Jezusa Chrystusa i po prawej z wizerunkami Matki Boskiej i św. Rocha.
W zespole kościelnym znajdowały się również niewielkie, parterowe budynki, najpewniej drewniane. Mieściły one w sobie szpital i przytułek oraz pomieszczenia gospodarcze. Wśród zabudowań znalazła się również mansjonaria. Pomimo odnotowywanych danych świadczących o istnieniu przy kościele scoli cantorum, nie znajdujemy uwag o gmachu takiej szkoły. Wokół kościoła założono również cmentarz.